# Initial D: Another Stage
Initial D: Another Stage (頭文字D Another Stage?) es un videojuego de rol de 2002 basado en el anime y manga Initial D desarrollado por Sammy Studios y publicado por Sammy para Game Boy Advance.

## Jugabilidad
Initial D: Another Stage es un juego de rol basado en técnicas de conducción de carreras en donde dos corredores se enfrentan en caminos de montaña. El corredor que tenga mejor técnica gana la carrera.